# Halen, Belgien

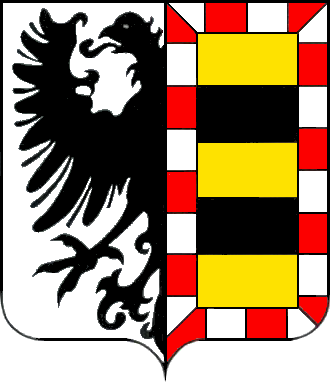
Halens vapen

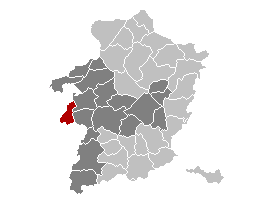
Halens läge inom provinsen Hainaut

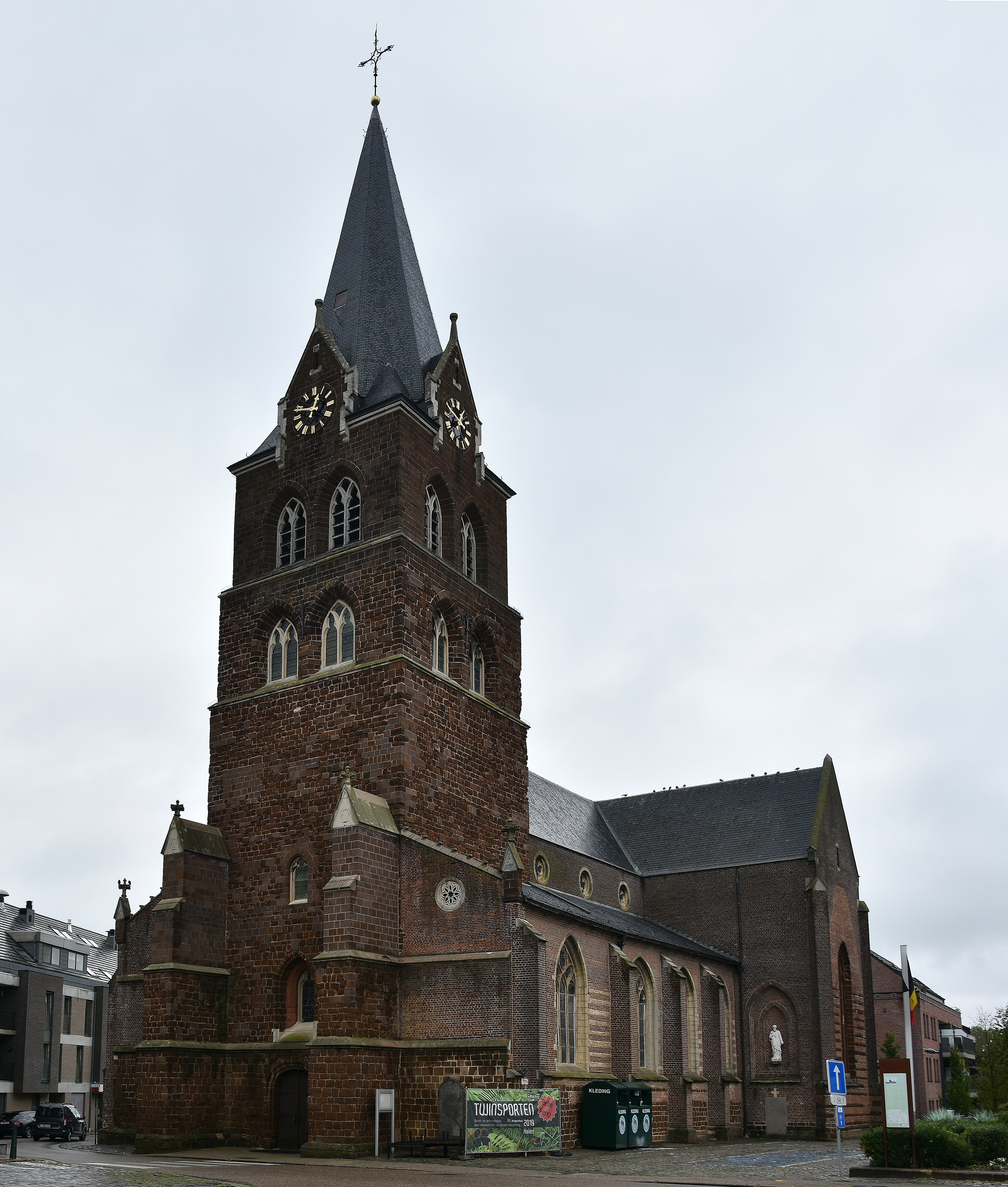
Petruskyrkan i Halen.

Halen är en ort och kommun i den belgiska provinsen Limburg. Folkmängden uppgick till 9 236 invånare den 1 november 2010, på en yta av 36 kvadratkilometer. Strax öster om orten rinner floden Gete.